# Jean Baptiste de Mercastel
 (avril 2018).
Si vous disposez d'ouvrages ou d'articles de référence ou si vous connaissez des sites web de qualité traitant du thème abordé ici, merci de compléter l'article en donnant les références utiles à sa vérifiabilité et en les liant à la section « Notes et références ».
Jean Baptiste Adrien de Mercastel, né le 6 mai 1669 et mort le 8 février 1754, est un religieux français, qui enseigna notamment la philosophie.

## Biographie
Il est né au château de Saint-Maurice-en-Bray, désormais commune de Gaillefontaine le 6 mai 1669, fils d'André de Mercastel, chevalier, seigneur de Doudeauville, Saint-Maurice, Le Vallalet, Fontenay, Bellozanne, Mercastel, Villers-Vermont, et de Marie Claire d'Alléaume. La famille de Mercastel est une vieille famille noble normando-picarde distingués par de nombreuses carrières militaires.
Il fit ses humanités au collège de Vernon, et en sortit avec la réputation de poète agréable à ses pairs. Il fut ensuite envoyé, à Paris, par ses parents, pour qu'il apprenne la rhétorique. Il y étudia aussi la philosophie sous la férule de Pourchot. C'est sous cette période qu'il montra un gout important pour la géométrie. À son retour à Paris, il fut d'ailleurs remarqué par le P. Mallebranche.
Il se retira ensuite, pendant trois ans, à la congrégation de l'Oratoire, avant d'être envoyé professer la philosophie à Rumilly, puis à Riom. Il fut ordonné prêtre en 1702 et obtint une retraite au séminaire de Vienne. La mort de l'un de ses frères en 1715 le rappela en Normandie, où il rentra à l'Oratoire de Rouen. En 1716, il vint à Dieppe donner des cours de philosophie. Ses supérieurs lui donnèrent ensuite le titre de professeur royal et exerça sous ce titre, pendant dix ans, à l'université d'Angers. En 1739, il fut élevé à la dignité de visiteur, et remplit cette fonction pendant trois ans et enfin, en décembre 1744, il fut nommé à la toute nouvelle Académie des sciences de Rouen.
Jean Baptiste Adrien de Mercastel eut à quatre-vingt-trois ans une attaque d'apoplexie et resta paralysé de l'ensemble du côté gauche. Le 8 février 1754, il meurt à l'Oratoire de Rouen. Il fut inhumé à Rouen, mais son cœur fut déposé à l'église de Villers-Vermont, le 9 juillet 1754, en présence de Jacques Augustin de la Barberie, chevalier, marquis de Refuveille.